# 徳和駅
徳和駅（とくわえき）は、三重県松阪市下村町にある、東海旅客鉄道（JR東海）紀勢本線の駅である。
1942年（昭和17年）までは、廃止された関西急行鉄道伊勢線（旧・伊勢電気鉄道本線）との接続駅であった。

## 歴史
- 1893年（明治26年）12月31日：参宮鉄道の津 - 相可（現・多気） - 宮川間が開通[1]。
- 1894年（明治27年）12月31日：徳和駅が開業、旅客営業と手荷物・小荷物の取扱開始[2]。
- 1907年（明治40年）10月1日：参宮鉄道国有化[3]。
- 1909年（明治42年）10月12日：線路名称制定に伴い、参宮線の所属駅となる[3]。
- 1930年（昭和5年）12月25日：伊勢電気鉄道本線の徳和駅が開業。
- 1936年（昭和11年）9月15日：参宮急行電鉄へ伊勢電気鉄道が合併、同社の名古屋伊勢本線所属となる。
- 1941年（昭和16年）3月15日：大阪電気軌道と参宮急行電鉄が合併、関西急行鉄道発足。同社の伊勢線所属となる。
- 1942年（昭和17年）8月11日：関西急行鉄道伊勢線廃止。
- 1959年（昭和34年）7月15日：紀勢本線全通に伴い、当駅を含む参宮線亀山 - 多気間が紀勢本線に編入され、同線の所属駅となる[3]。
- 1983年（昭和58年）12月21日：荷物の取扱いを廃止。同時に無人化[4]。
- 1987年（昭和62年）4月1日：国鉄分割民営化により東海旅客鉄道（JR東海）が継承[3]。

## 駅構造
相対式ホーム2面2線を有する地上駅。平成初期（1994年以前）まで1915年（大正4年）3月改築の駅舎が存在したが、解体され現存しない。旧駅舎に掲げられていた、駅鈴を模した駅名看板が駅の入り口に現存する。待合所が構内西側の1番線に置かれている。1番線と2番線は跨線橋で繋がる。
2番線を本線とした一線スルー配線（制限速度90 km/h）であり、通過列車は原則として上下線とも2番線を通過する。停車列車は原則として上り列車が1番線、下り列車が2番線に発着するが、反対方向の通過列車に道を譲るために1番線に入る下り列車も3本ある（2021年3月改正ダイヤ時点）。
松阪駅管理の無人駅となっている。

### のりば
| 番線 | 路線      | 方向 | 行先             | 備考                |
| ---- | --------- | ---- | ---------------- | ------------------- |
| 1    | ■紀勢本線 | 上り | 亀山・名古屋方面 |                     |
| 2    | ■紀勢本線 | 下り | 新宮・伊勢市方面 | 一部は1番線から発車 |

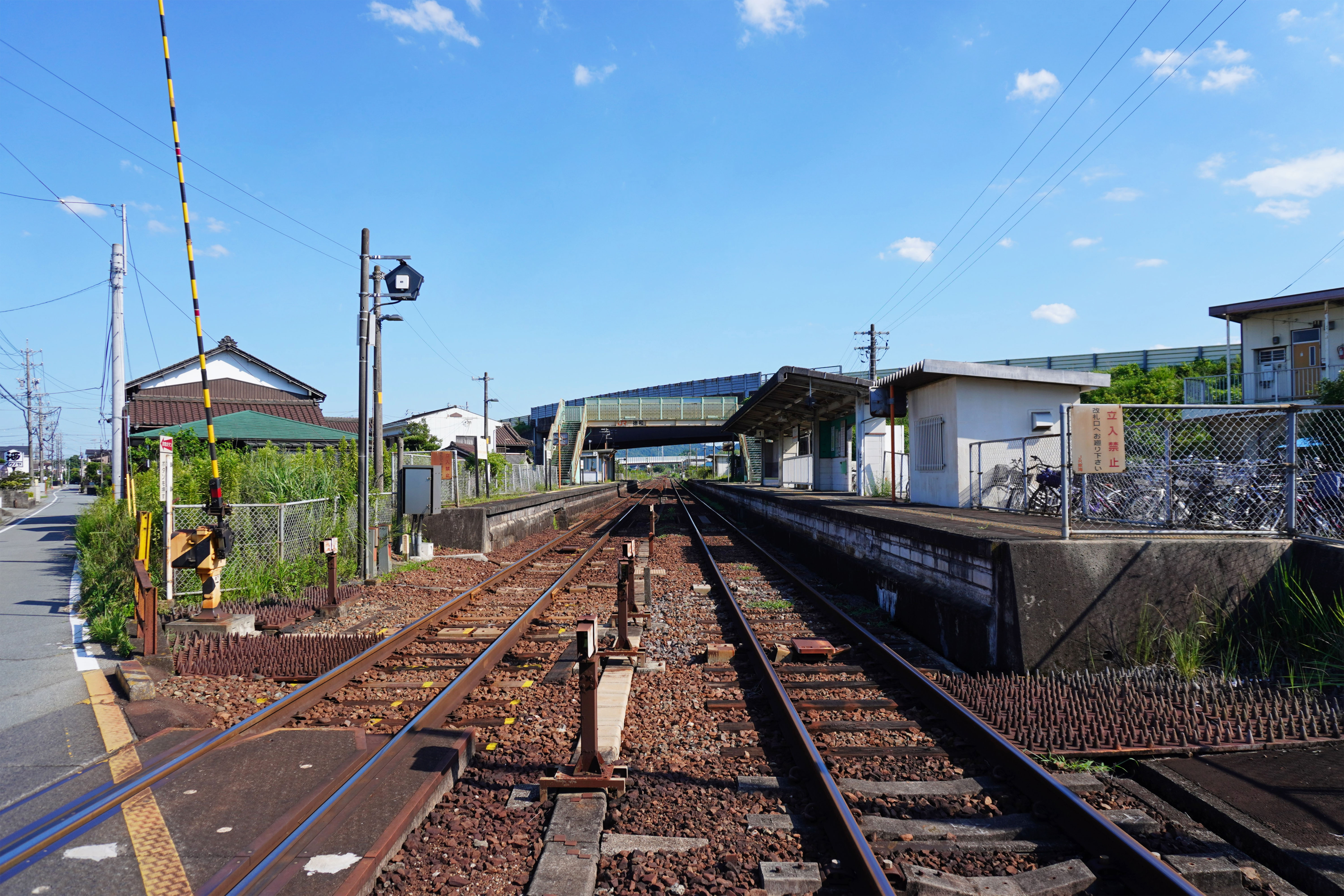
ホーム（2023年7月）

## 利用状況
「三重県統計書」によると、1日の平均乗車人員は以下の通りである。
| 年度   | 一日平均 乗車人員 |
| ------ | ----------------- |
| 1998年 | 334               |
| 1999年 | 333               |
| 2000年 | 378               |
| 2001年 | 426               |
| 2002年 | 436               |
| 2003年 | 415               |
| 2004年 | 371               |
| 2005年 | 403               |
| 2006年 | 410               |
| 2007年 | 434               |
| 2008年 | 438               |
| 2009年 | 421               |
| 2010年 | 403               |
| 2011年 | 413               |
| 2012年 | 416               |
| 2013年 | 432               |
| 2014年 | 406               |
| 2015年 | 418               |
| 2016年 | 417               |
| 2017年 | 438               |
| 2018年 | 426               |
| 2019年 | 412               |

## 駅周辺
三重県道756号松阪環状線が駅の真上をオーバークロスする。これはかつての関西急行鉄道伊勢線（元：伊勢電気鉄道本線）の築堤を転用したものである。1980年代半ばまではJR線をまたぐ両側のコンクリート構造物も残っていたが、道路整備により消滅している。
駅周辺には、パークタウン、レインボータウン、ハイタウンといった住宅団地が点在する。レインボータウン、ハイタウンへは当駅から三重交通バス（49系統:ハイタウン松阪 - 松阪駅前・松阪中央病院）が運行されていたが、2007年に廃止された。
- 松阪市役所 徳和地区市民センター
- ワークセンター松阪
- 三重信用金庫徳和支店
- 三重県立松阪商業高等学校
- 三重中学校・高等学校
- 松阪市立徳和小学校
- 松阪徳和郵便局
- オークワ 松阪下村店
- ぎゅーとら 下村店
- コメリ ハード&グリーン 松阪下村店

## 隣の駅
東海旅客鉄道（JR東海）
■紀勢本線
■快速「みえ」
通過
■普通
松阪駅 - 徳和駅 - 多気駅

### かつて存在していた路線
伊勢電気鉄道（→関西急行鉄道）
本線（→伊勢線）
花岡駅 - 徳和駅 - 上櫛田駅